# Hán Chung Ly

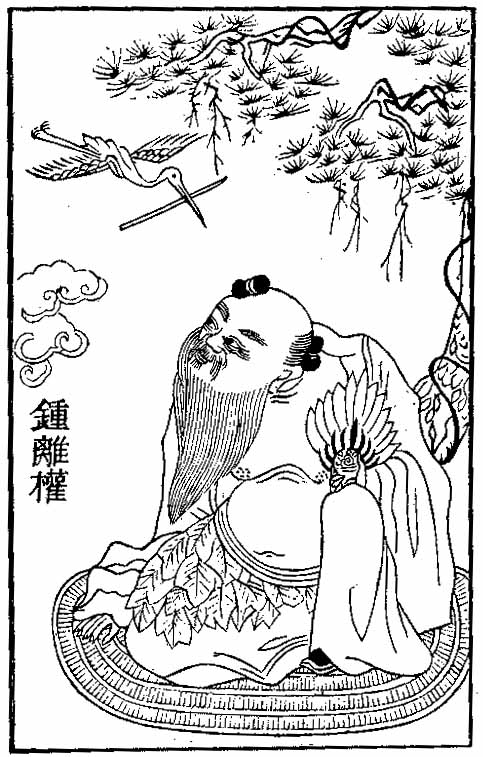
Chung Ly Quyền, một trong số Bát Tiên của Đạo giáo.

Hán Chung Ly (chữ Hán: 漢鐘離) tên thật là Chung Ly Quyền (鐘離權, họ kép "Chung Ly", tên "Quyền"), tự Tịch Đạo (寂道), hiệu Vân Phòng tử (云房子), tự xưng "Thiên hạ đô tản Hán Chung Ly Quyền", là một trong số Bát Tiên của Đạo giáo. Nguyên mẫu là một vị đại tướng thời Đông Hán nên gọi là Hán Chung Ly. Vị tiên này thường được coi là người đứng đầu bát tiên (một số người cho rằng Lã Động Tân là người đứng đầu không chính thức). Ông sử dụng một chiếc quạt có khả năng cải tử hoàn sinh.

## Cuộc đời

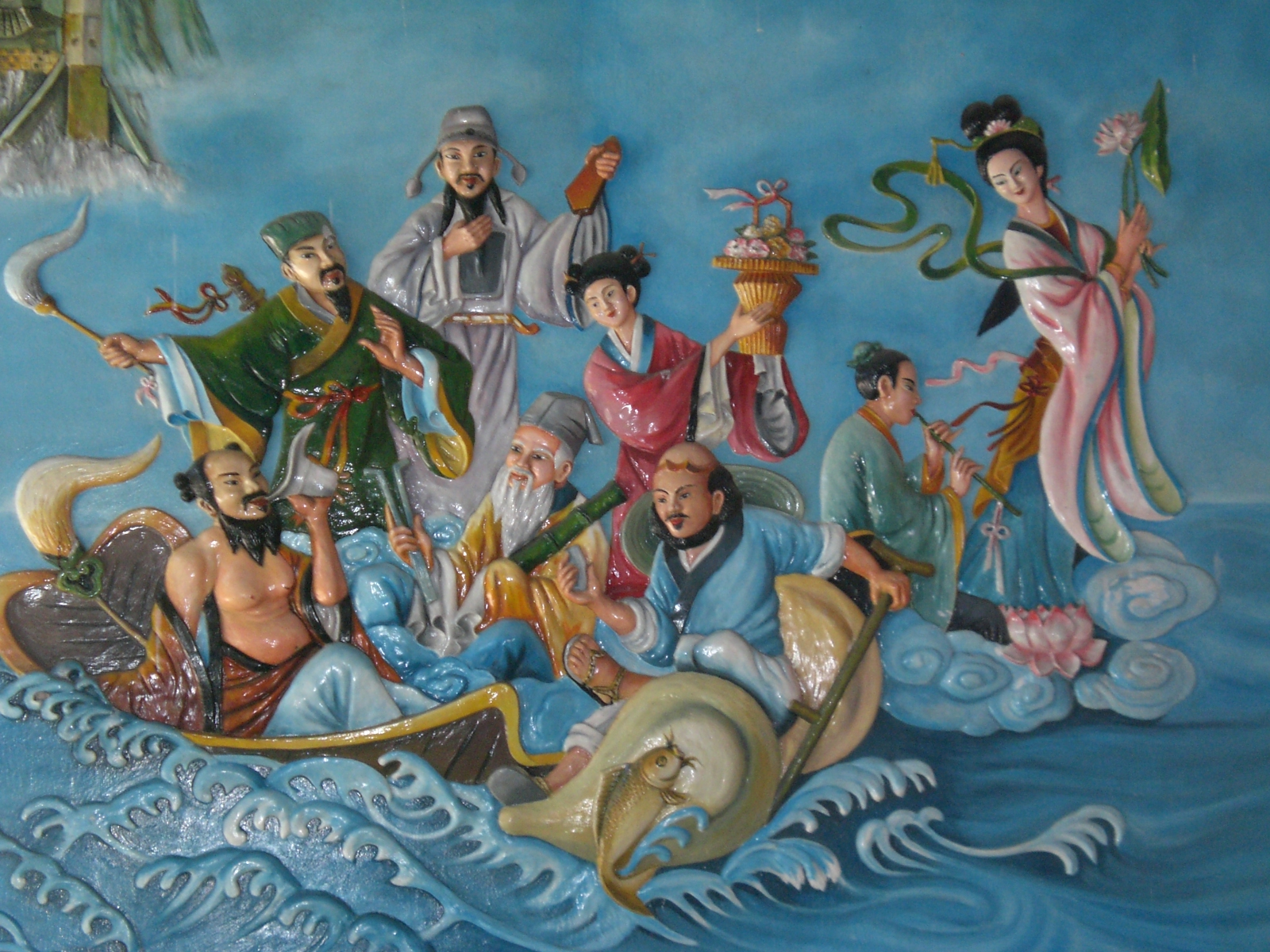
Hình bát tiên tại Huế. Hán Chung Ly là người ngồi ngoài cùng mé trái, với chiếc quạt sau lưng.

Truyền thuyết về Hán Chung Ly xuất hiện trong thời gian khoảng từ Ngũ đại Thập quốc tới thời kỳ đầu nhà Tống. Trong các sách như Tuyên Hòa niên phổ, Tống thư, Di kiên chí đều có ghi chép về ông.
Theo truyền thuyết, căn phòng nơi ông sinh tràn ngập ánh sáng khi ông chào đời. Sau khi sinh ông không ngừng khóc cho tới khi đủ 7 ngày. Những người theo Đạo giáo sau này kỷ niệm sinh nhật của ông vào ngày 15 tháng 4 âm lịch hàng năm.
Theo Liệt tiên toàn truyện thì Chung Ly Quyền sinh tại Yên Đài (燕台), từng có thời làm tướng Đông Hán. Ông được giao nhiệm vụ đem quân đi đánh Tây Khương, nhưng quan trên là Lương Dực ghen ghét chỉ cấp cho ông 3.000 quân già yếu, vừa đến nơi đã bị quân Khương đánh bại, quân sĩ tan rã chạy trốn. Ông chạy vào nơi sơn cốc, bị lạc đường và gặp một vị sư người Hồ. Vị sư này dẫn ông tới một thôn trang nhỏ, nói với ông "Đây là nơi ở của Đông Hoa tiên sinh" rồi cáo biệt. Chợt nghe có tiếng người nói "Việc này chắc là do kẻ người Hồ mắt xanh lắm mồm gây ra". Sau đó ông gặp một người khoác chiếc áo lông cừu màu trắng, tay cầm một chiếc gậy màu xanh bằng thân cỏ lai (Chenopodium album). Người này nói "Chẳng hay ông có phải đại tướng quân nhà Hán là Chung Ly Quyền?". Chung Ly Quyền thất kinh, biết rằng đã gặp kỳ nhân dị sĩ và sau đó chuyên tâm học đạo. Sau này Hán Chung Ly còn gặp Hoa Dương chân nhân, rồi gặp thượng tiên Vương Huyền Phủ học phép trường sinh. Cuối cùng dời tới Không Động sơn, ở trong núi Tứ Hạo, được "Ngọc hạp bí quyết", tu thành chân tiên.
Trong Đạo giáo ông thường được gọi là "Chính Dương tổ sư" (正陽祖師, Zhèngyáng zǔshī). Ông cũng được gọi là "Vân Phòng tiên sinh" (雲房先生, Yún Fáng xiān shēng) để miêu tả cuộc thi gồm mười phần của ông với Lã Động Tân trước khi trở thành bất tử.
Hán Chung Ly được Toàn Chân giáo tôn là Bắc ngũ tổ, đạo hiệu Chính Dương chân nhân. Nguyên Thế Tổ sắc phong là Chính Dương khai ngộ truyện đạo chân quân, Nguyên Vũ Tông phong thêm là Chính Dương khai ngộ truyền đạo trùng giáo đế quân.

## Minh họa
Hán Chung Ly thường được vẽ với ngực và bụng để trần, tay cầm quạt.